# Gary Cohn
Gary Cohn, né le 27 août 1960 à Cleveland (Ohio), est un banquier d'affaires et homme politique américain. Président et directeur opérationnel (Chief operating officer) de Goldman Sachs de 2006 à 2017 (durant la crise des subprimes), il devient conseiller économique du président sous l'administration Trump, et prend la tête du National Economic Council.
Il pilote pour le compte du président Donald Trump un important projet de réforme fiscale, adopté en décembre 2017 par le Sénat. Ce projet vise à relancer l'activité en faisant massivement baisser les impôts des entreprises américaines et des particuliers. En mars 2018, en désaccord avec la « guerre commerciale » lancée par Trump sur les tarifs douaniers et n'ayant pu infléchir la décision du président, il donne sa démission de la présidence du National Economic Council.
Dans son livre Peur.Trump à la Maison Blanche, le journaliste Bob Woodward décrit comment Gary Cohn, défenseur inconditionnel du Libre-échange, a subtilisé dans le bureau ovale un papier qui, s’il avait été signé, aurait annulé un accord de libre-échange avec la Corée du Sud. 

## Activités offshore, paradis fiscaux
Comme 11 autres proches conseillers, soutiens, donateurs de Donald Trump, parfois devenus membres de son cabinet, Gary Cohn a été repéré par le Consortium international des journalistes d'investigation (ICIJ) comme homme d'affaires proche allié de Trump à Wall Street, et comme bénéficiant des réseaux de paradis fiscaux. 
Les autres conseillers et/ou donateurs auxquels Donald Trump est également redevable, et qu'il a souvent appelés voire nommés près de lui durant son mandat de président, et étant dans ce cas sont Stephen Schwarzman, Wilbur Ross, les frères Koch, Rex Tillerson, Paul Singer, Sheldon Adelson, Thomas J. Barrack Jr., Robert Mercer, Carl Icahn, Geoffrey Harrison Palmer, Randal Quarles.
Gary Cohn (qui a a produit la réforme fiscale voulue par D Trump) a été lui-même à la tête d'au moins vingt sociétés établies dans le paradis fiscal des Bermudes et affiliées à Goldman Sachs entre 2002 et 2006, pour une valeur estimée à 37,7 milliards de dollars.

## Après la présidence de Donald Trump
En 2021, il est nommé vice-président du conseil d'administration d'IBM,.